# Indikce
Indikce je číslo z patnáctiletého cyklu přiřazené k jednotlivým rokům křesťanského letopočtu, které se hojně užívala až do vrcholného středověku v datovacích formulích listin. Podle počátku se rozlišují tři druhy indikcí. Nejstarší jsou řecké (ndictio Graeca, Constantinopolitana), které byly používány na východě, na západě především v papežské kanceláři a jejich epocha byla 1. září. Druhý typ nazývaný jako Bedova indikce (též indictio caesarea) začíná 24. zářím, původ této epochy není zcela jasný, předpokládá se, že jde o posun z původně pohanského 1. září na křesťanský svátek (početí Jana Křtitele). Třetí indikce římská (Romana), neboli papežská (pontificia) začíná 25. prosince, respektive 1. ledna (odtud také nazývána novoroční indikce) a díky tomu, že odpovídá začátku roku, který se během středověku ustálil na 1. lednu, byla tato indikce v západní Evropě vrcholného středověku nejvíce užívaná. Jako první rok prvního patnáctiletého cyklu slouží rok 3 př. n. l., výjimku tvoří janovská indikce, která má stejnou epochu jako Bedova indikce, ale cyklus začíná o celý rok později.
Jako původ patnáctiletého cyklu je označován římský berní systém, v kterém se údajně jednou za patnáct let (od Konstantina Velikého) vyměřovala daň, ovšem existují i jiné teorie. Ve středověku se indikce užívaly v rámci datací listin („Datum Wirzeburc XVII kal. Aprilis, indictione Vta, anno dominice incarnationis M°C°L°VII° regnante domino Friderico Romanorum imperatore invictissimo, anno regni eius Vto, imperii vero II°.“ – indikce zvýrazněna), ovšem indikce nedokázala určit rok přesně (většinou také indikce byla užívána spolu s dalším údajem – třeba rokem panování – určující rok). V kritice listin je užívána indikce spíše jako ukazatel pravosti listiny (ovšem chybné indikce se často objevily i v zcela pravých listinách).

## Výpočet indikce
Era, tedy první rok cyklu, je 3 př. n. l. (rok má indikci 1, posledním rokem v tomto cyklu s indikci 15 je rok 12). Indikce jde vypočítat vzorcem: rok + 3, to celé děleno 15, zbytek po dělení je indikce (nulový zbytek znamená indikci 15). Např. ve výše zmíněné dataci Barbarosovy listiny je indikce 5 a dokonce uveden rok po Kr. 1157 („indictione Vta, anno dominice incarnationis M°C°L°VII°“). Po výpočtu (1157+3)/15 bude výsledek 77 a zbytek 5. 